# Хантерский колледж
Хантерский колледж (англ. Hunter College) — один из крупнейших колледжей Городского университета Нью-Йорка. Расположен в квартале Ленокс-Хилл в районе Ист-Сайд в Мидтауне боро Манхэттен, Нью-Йорк. В колледже можно получить учёную степень по более чем ста различным специальностям.
Основанный в 1870 году Томасом Хантером, первоначально как женский колледж, он является одним из старейших государственных колледжей в США. За историю Хантерского колледжа в нём обучались студенты из 150-ти стран мира, а также это единственный колледж, две выпускницы которого получили Нобелевскую премию по физиологии и медицине.

## История

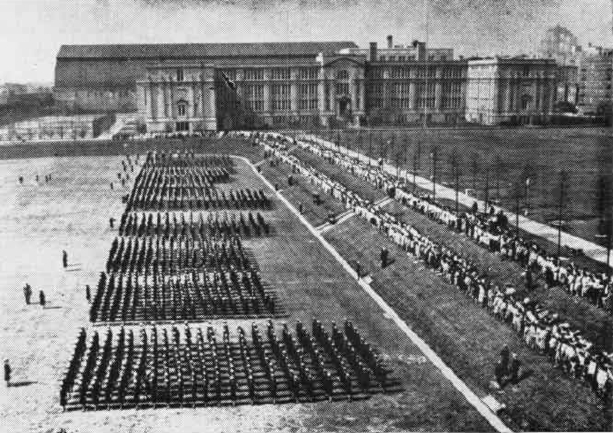
Открытие лагеря для новобранцев в подразделение «Женщин на добровольной чрезвычайной службе», 8 февраля 1943 год.

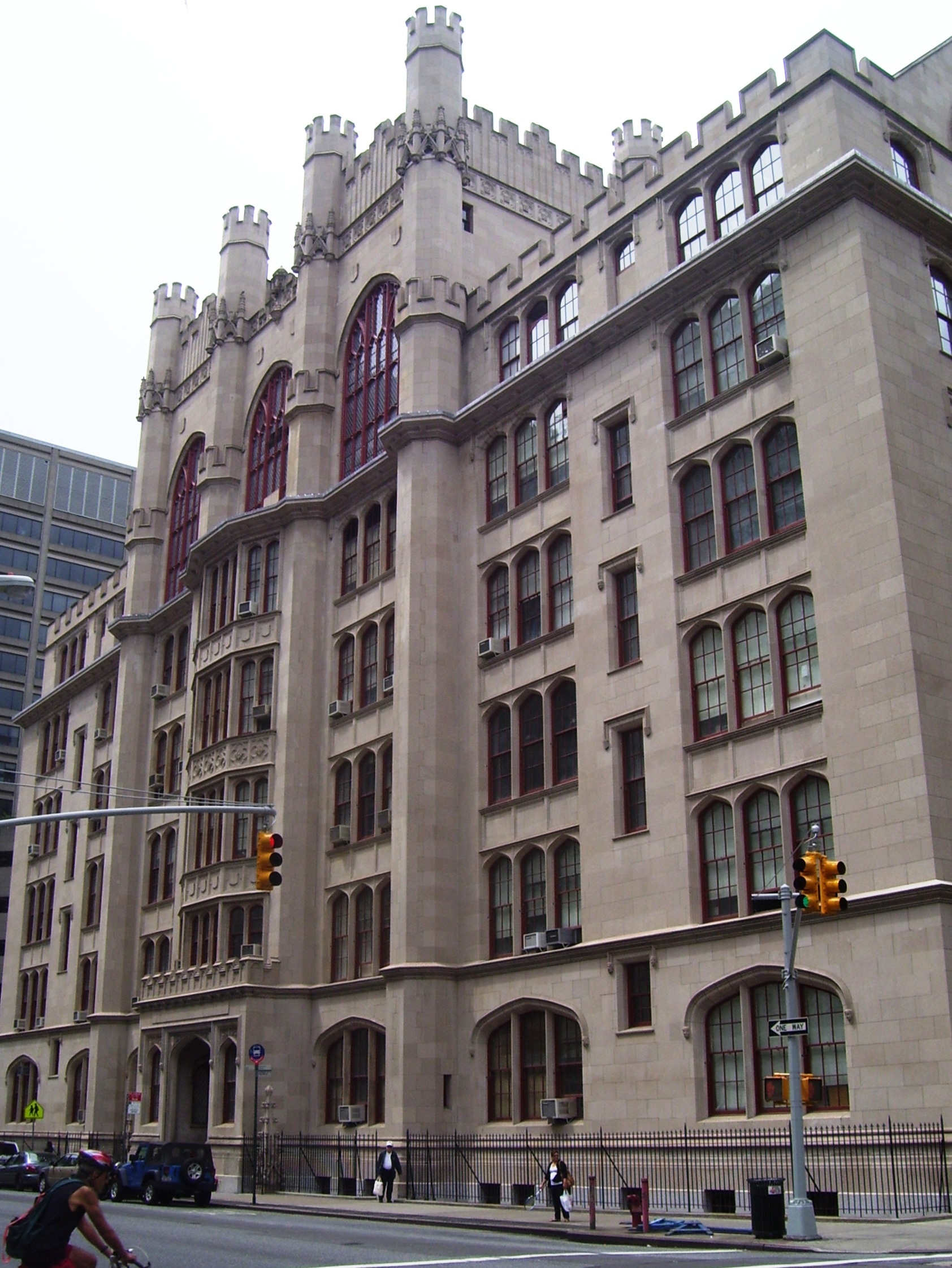
«Томас Хантер Холл»

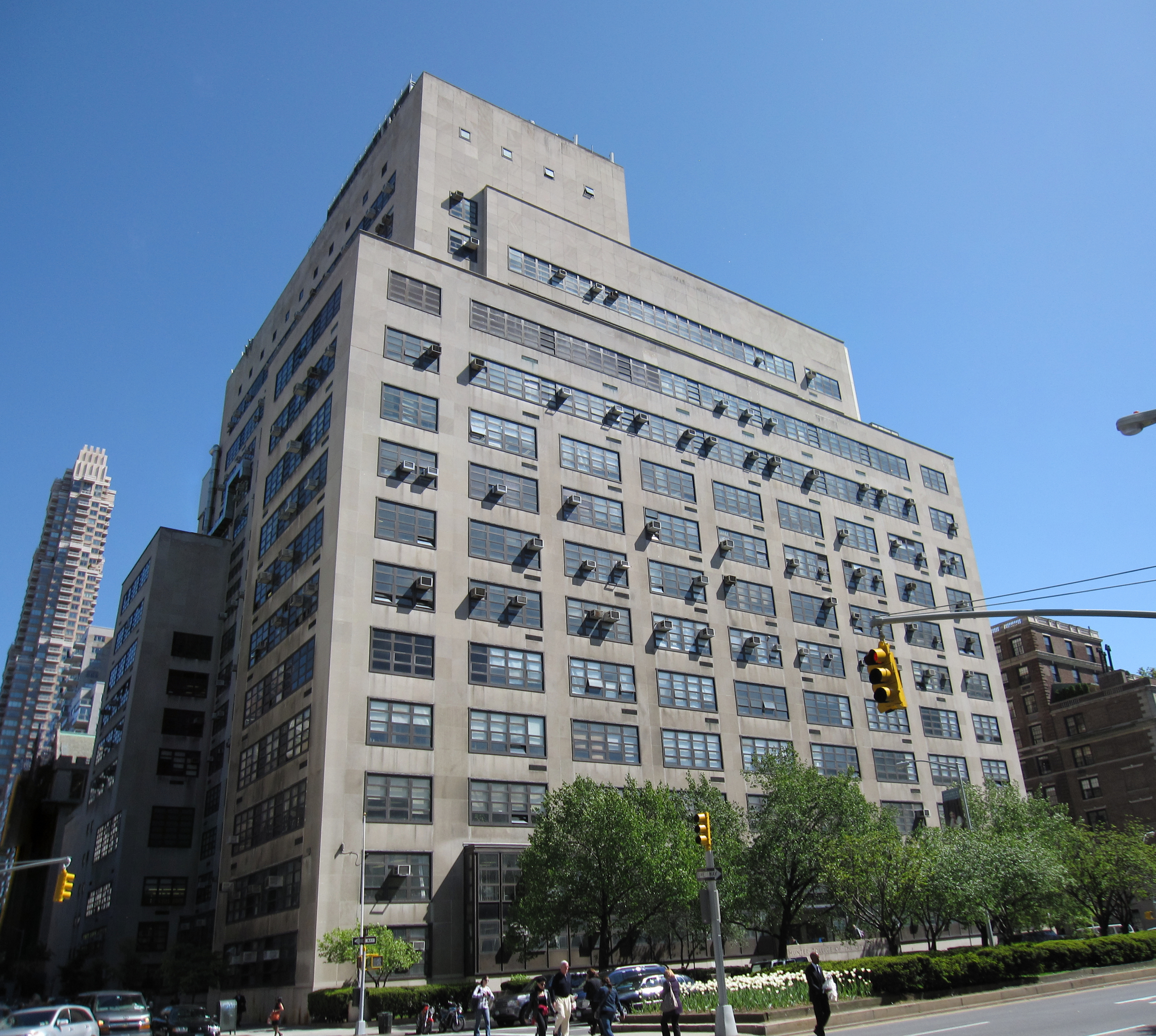
Северный корпус на Парк-авеню (2010)

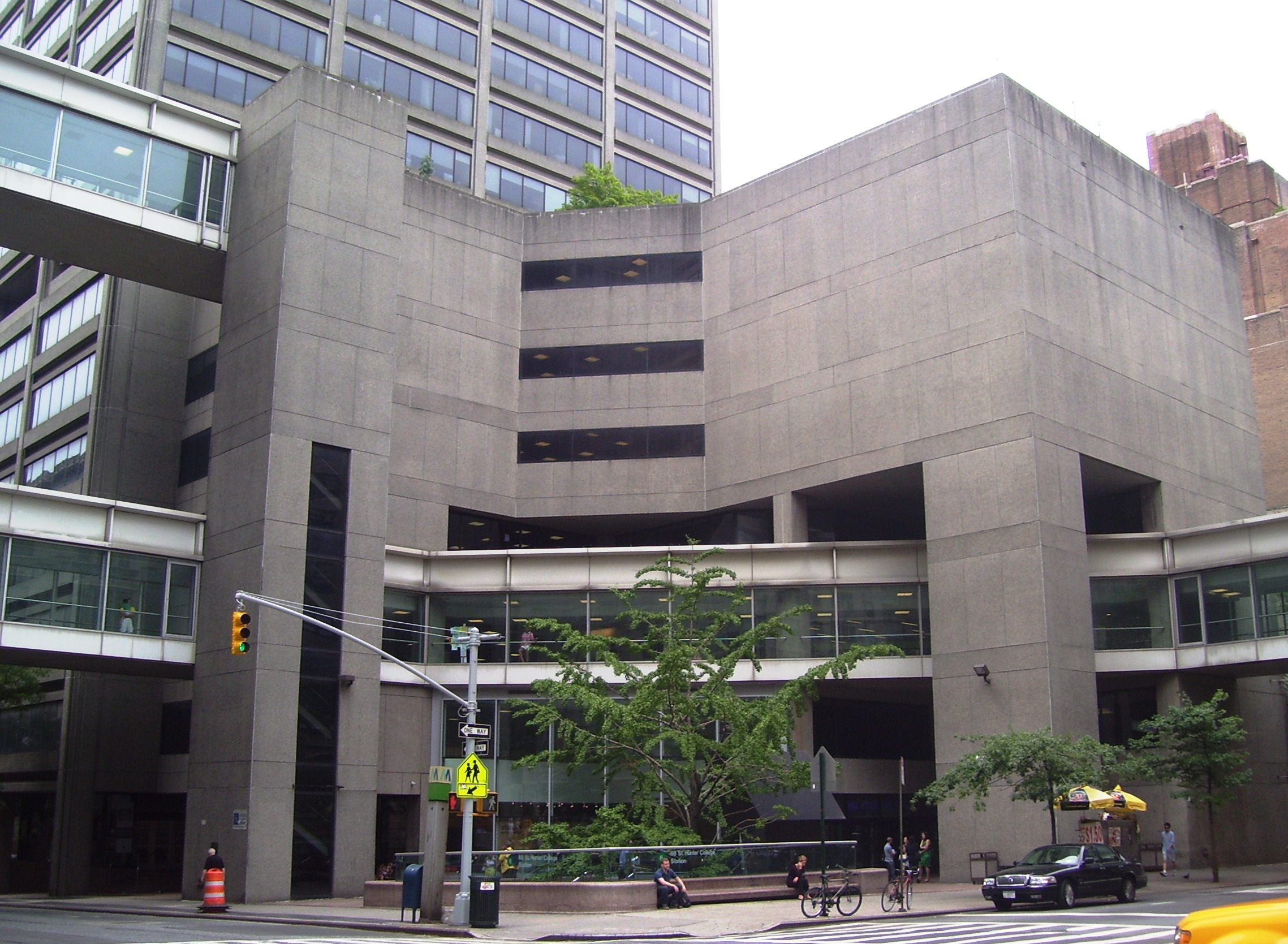
Западный и Восточный корпусы (построены в 1981-86-х годах и выдержаны в стиле архитектурного модернизма).

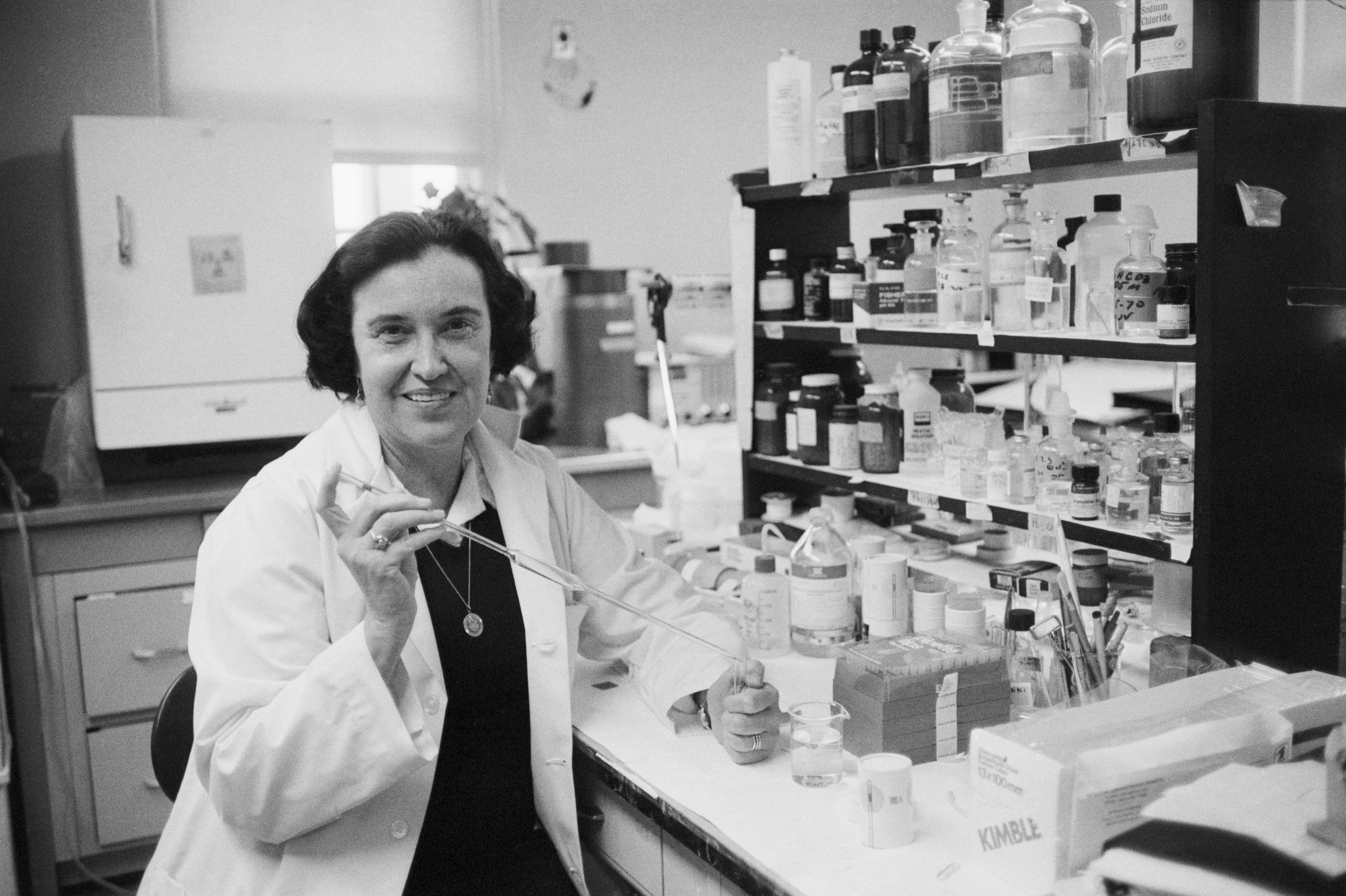
Розалин Сасмен Ялоу, обладатель Нобелевской премии по медицине, окончила Хантерский колледж в 1941 году.

Хантерский колледж был основан в 1870 году как женский колледж и первоначально назывался «Женская педагогическая и высшая школа» (Female Normal and High School), потом был переименован в «Педагогический колледж города Нью-Йорк» (Normal College of the City of New York) и только потом получил своё нынешнее название. Основателем колледжа был ирландский иммигрант Томас Хантер, который был не только его основателем, но и первым президентом. Хантер пробыл в должности президента колледжа более 37 лет со дня его основания.
Первоначально колледж, классы которого располагались в оружейном складе, магазине сёдел на Бродвее и четвёртой восточной улице Манхэттена, принимал к обучению всех женщин, независимо от расы, религии или национальности. Что было довольно редким явлением, так как большинство подобных учреждений в то время имели расовые или этно-религиозные критерии приёма. Колледж набирал популярность среди студентов, численность учащихся быстро росла и в 1873 году колледж переехал в новое строение на Лексингтон-авеню построенное в готическом стиле и сегодня известное как «Томас Хантер Холл» (Thomas Hunter Hall). В 1888 году школа официально стала колледжем, что, согласно законам штата Нью-Йорк, было нужно для того, чтобы студенты смогли получить степень бакалавра искусств. Законодательным собранием штата Нью-Йорк Хантерский колледж был признан как единственное учебное учреждение для тех, кто хочет преподавать в Нью-Йорке.
К 1920 году в Хантерском колледже училось больше женщин чем в любом другом муниципально финансируемом колледже США. Колледж снова расширился, были открыты кампусы в Квинсе, Бруклине и на Стэйтен-Айленде. Кампус в Бруклине во время Второй мировой войны использовался Военно-морскими силами США для подготовки 95,000 женщин к службе в женском отделении Береговой охраны США (en:SPARS) и в подразделении «Женщин на добровольной чрезвычайной службе» (en:WAVES). Последняя из выпускниц, сержант Мириам Коэн, умерла в 2009 году. В 1943 году Элеонора Рузвельт передала в распоряжение колледжа дом в Манхэттане на 65-й улице, хотя изначально это здание должно было стать домом для президента и первой леди. Сейчас оно известно как дом Рузвельта, там располагается «Институт государственной политики при Хантерском колледже» (en:Roosevelt House Public Policy Institute at Hunter College), открытый осенью 2010-го как академический центр для выдающихся ораторов. Колледжем совместного обучения Хантерский колледж стал только в 1950-е годы, когда Сити-колледж приобрёл этот статус. До обучения мужчины стали допускаться впервые в Бронкском кампусе колледжа, а в 1964 и в Манхэттенском. В 1968 году кампус в Бронксе стал колледжем Лемана (en:Lehman College).
Сегодня Хантерский колледж является не только колледжем, но и научно-исследовательским институтом. Хотя он располагается далеко от полярных регионов, колледж входит в состав Университета Арктики, международного проекта, объединяющего в единую сеть организации, работающие в сферах высшего образования и исследовательской деятельности в Арктическом регионе.

## Кампусы

### Главный кампус
Главный кампус Хантерского колледжа находится на 68-й улице Лексингтон-авеню рядом со станцией метро 68-я улица — Хантер-колледж, расположенной на Линии Лексингтон-авеню, Ай-ар-ти. Он состоит из трёх зданий — Восточного, Западного и Северного — а также «Томас Хантер Холла». Официальный адрес колледжа 695 Парк-авеню, Нью-Йорк, штат Нью-Йорк 10065 (695 Park Avenue, New York, NY 10065). Адрес колледжа на Парк-авеню, поскольку Северный корпус кампуса тянется от 68-й до 69-й улицы вдоль Парк-авеню.
В главном кампусе находятся «Школа наук и искусств» (The School of Arts and Sciences) и «Школа образования» (The School of Education) и несколько центров подготовки по самым различным предметам и направлениям, например такие центры как Dolciani Mathematics Learning Center, Leona and Marcy Chanin Language Center, Physical Sciences Learning Center. Здесь также есть научно-исследовательские лаборатории естественных и биомедицинских исследований.
В Западном корпусе находится спортивный комплекс. Он расположен полностью под землёй и является самым глубоким зданием в Нью-Йорке.

### Другие кампусы
Помимо главного в колледже есть ещё два кампуса. Первый кампус это «Школа социальной работы Зильберман» (The Silberman School of Social Work Building) расположенный на 3-м авеню между 118-й и 119-й улицами. Кампус был построен в 2011 году, в нём располагаются «Школа социальной работы» (The School of Social Work), «Школа социальной гигиены и организации здравоохранения при Городском университете Нью-Йорка в Хантерском колледже» (CUNY School of Public Health at Hunter College) и «Центр по проблемам старения Брукдейл» (Brookdale Center on Aging). Вторым является кампус Брукдейл также расположенный на 1-й авеню, здесь находятся «Школа медсестёр Хантер-Бельвью» (The Hunter-Bellevue School of Nursing), школы медицинских профессий, библиотека и несколько научно-исследовательских центров и компьютерных лабораторий.

### Школы
Под управлением колледжа находятся пять школ: «Школа наук и искусств» (The School of Arts and Sciences), «Школа образования» (The School of Education), «Школа социальной работы» (The School of Social Work), «Школа медсестёр Хантер-Бельвью» (The Hunter-Bellevue School of Nursing), «Школа социальной гигиены и организации здравоохранения при Городском университете Нью-Йорка в Хантерском колледже» (CUNY School of Public Health at Hunter College).
В Хантерском колледже также есть старшая (en:Hunter College High School) и младшая (en:Hunter College Elementary School) школы.

## Обучение в колледже
Основные направления по которым ведётся обучение: здравоохранение, искусство и наука, педагогика, социальная работа. Колледж объединил свои программы бакалавриата и магистратуры чтобы создавать программы обучения в таких областях, как биология и психология (программа Ph.D Program), педагогика (Master’s Program), математика (Master’s Program), биология и химия — биохимия (Ph.D Program) и бухгалтерский учёт с экономикой (Master’s Program).
Хантерский колледж член Национальной ассоциации студенческого спорта и соревнуется в третьем дивизионе.

## Статистика
В Хантерском колледже преподают 673 преподавателя и 886 преподавателей-совместителей. Всего в колледже обучается 20,844. Более 50 % студентов относятся к этническим меньшинствам. Так, например в 2011 году в колледже учились ученики из 60 разных стран и которые говорили на 59 разных языках, 71 % от всех студентов составляли либо люди родившиеся за пределами США, либо один из родителей которых родился в другой стране.

## Известные выпускники

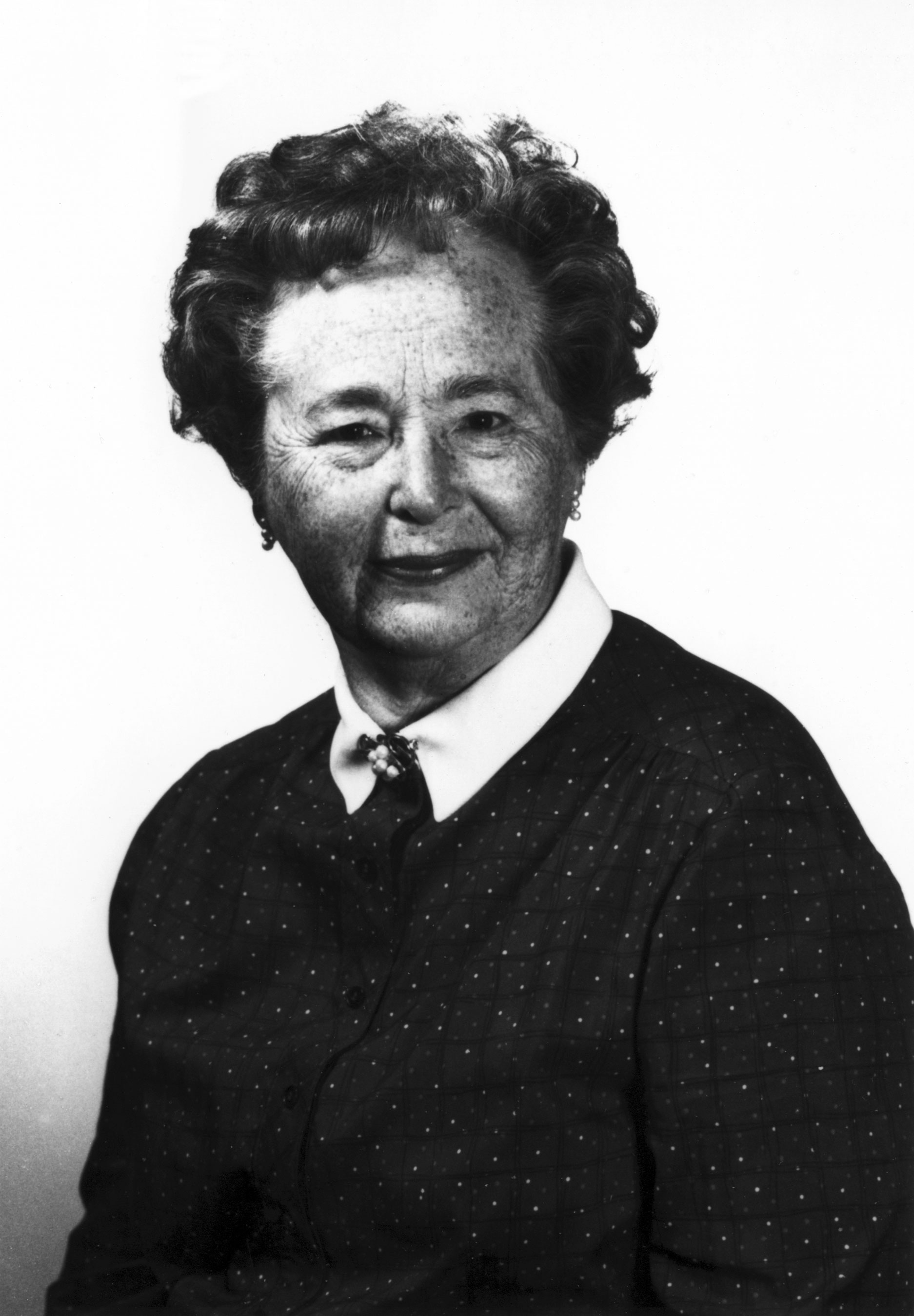
Гертруда Элайон, получившая Нобелевскую премию по физиологии и медицине, окончила Хантерский колледж, получив бакалавриат в 1937 году.

### Лауреаты Нобелевской премии
- Розалин Сасмен Ялоу — биофизик, получила Нобелевскую премию по физиологии и медицине в 1977 году «За развитие радиоиммунологических методов определения пептидных гормонов»;
- Гертруда Элайон — биохимик и фармаколог, в 1988 году получила Нобелевскую премию по физиологии и медицине вместе с Джеймсом Блэком и её многолетним руководителем Джорджем Хитчингсом «За открытие важных принципов лекарственной терапии».

### Искусство
- Роберт Олтман (Robert Altman) — фотограф;
- Жюль де Баленкур (en:Jules de Balincourt) — художник;
- Роберт Барри — художник, один из заметных представителей концептуального искусства;
- Рой ДеКарава (en:Roy DeCarava) — фотограф;
- Омер Фаст (en:Omer Fast) — видеоартист;
- Мэл Кендрик (en:Mel Kendrick) — художник-эстампист, скульптор;
- Кэтлин Кука (en:Kathleen Kucka) — художник;
- Катерина Ланфранко (en:Katerina Lanfranco) — художник, скульптор;
- Теренс Линдолл (en:Terrance Lindall) — художник-сюрреалист;
- Роберт Моррис — скульптор, концептуальный художник и писатель;
- Даг Олсон (en:Doug Ohlson) — абстракционист;
- Пол Пфайффер — художник;
- Уильям Похайда (en:William Powhida) — художник;
- Лиз Стори (en:Liz Story) — пианистка;
- Кора Келли Ворд (en:Cora Kelley Ward) — художник.

### Бизнес
- Леон Куперман (en:Leon G. Cooperman) — инвестор и филантроп.

### Развлечения и спорт

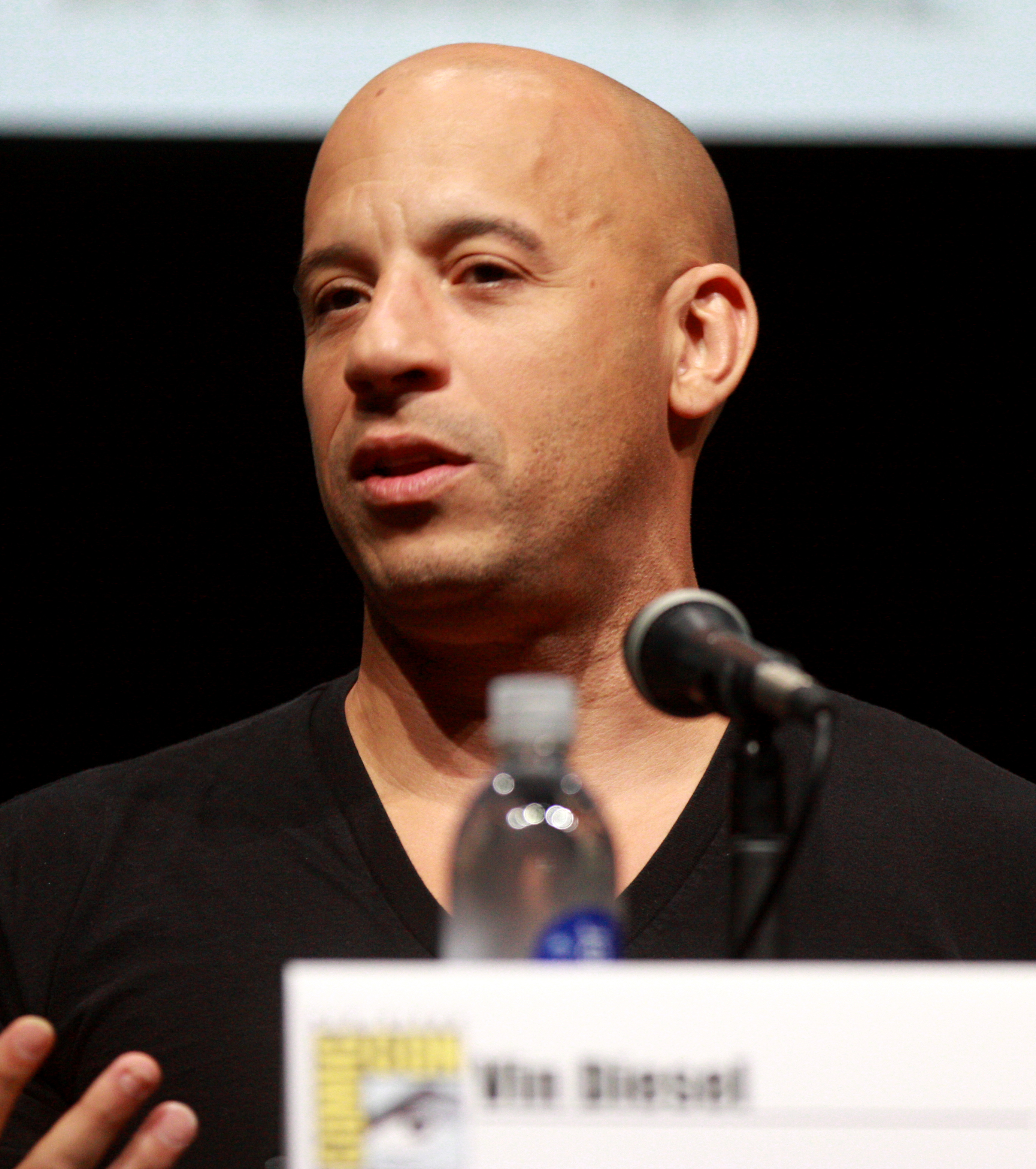
Вин Дизель изучал в Хантерском колледже английский язык и классическую литературу.

- Мартина Арройо (en:Martina Arroyo) — оперная певица;
- Эллен Баркин — актриса;
- Джеймс Бефия (en:James Bethea) — исполнительный продюсер;
- Инна Брайер (en:Inna Brayer) — чемпион по бальным танцам;
- Эдвард Бёрнс — актёр;
- Леди Челлез (en:Lady Chellez) — диджей и музыкальный продюсер;
- Бобби Дарин — музыкант, певец, композитор и актёр;
- Руби Ди — актриса, поэт, сценарист, журналист и активист;
- Вин Дизель — актёр, сценарист, режиссёр и продюсер;
- Грете Доллиц (en:Grete Dollitz) — радиоведущая и гитарист;
- Хью Даунс (en:Hugh Downs) — телеведущий;
- Николай Фрайтур (en:Nikolai Fraiture) — басист в группе The Strokes;
- Ник Валенси (en:Nick Valensi) — гитарист в группе The Strokes;
- Уилсон Жермен Эредия (en:Wilson Jermaine Heredia) — актёр;
- Джейк Гурвиц (en:Jake Hurwitz) — сценарист сериала The CollegeHumor Show;
- Ричард Джени — стэндап комик, актёр;
- Наташа Леггеро (en:Natasha Leggero) — стэндап комик, актриса;
- Лей Лезарк (en:Leigh Lezark) — диджей;
- Куинн Марстон (en:Quinn Marston) — автор-исполнитель в жанре инди-фолк[19][20];
- Джанет МакЛахлан — актриса[21];
- Джулианна Николсон — актриса;
- Реа Перлман — актриса;
- Джуди Рейес — актриса;
- DJ Ricardo (en:DJ Ricardo!) — диджей и продюсер;
- Маргерита Роберти (en:Margherita Roberti) — оперная певица;
- Эстер Ролли — актриса;
- Рон Ротштейн (en:Ron Rothstein) — тренер по баскетболу;
- Мирко Савоне (en:Mirko Savone) — актёр, актёр озвучивания;
- Джин Стэплтон — актриса.

### Политика и общественная деятельность
- Белла Абзуг (en:Bella Abzug) — конгрессмен (1971—1977), адвокат, политический деятель;
- Чарльз Баррон (en:Charles Barron) — член Городского совета Нью-Йорка;
- Кейко Бонк (en:Keiko Bonk) — активист, деятель искусств, музыкант и политик (входит в Партию зелёных);
- Кармен Боушем Сипарик (en:Carmen Beauchamp Ciparick) — судья в Нью-Йоркском апелляционном суде;
- Роберт Дэвила (en:Robert R. Davila) — президент Галлодетского университета;
- Мартин Гарбус (en:Martin Garbus) — адвокат;
- Флоренс Хоув (en:Florence Howe) — писатель, издатель, литературовед и историк, в США является национально признанным лидером современного феминистского движения;
- Зоя Менчикофф — адвокат, профессор-правовед, работала над «Единым торговым кодексом» (en:Uniform Commercial Code), первая женщина преподаватель в Гарвардской школе права;
- Томас Мёрфи (en:Thomas J. Murphy, Jr.) — мэр Питтсбурга (1994—2006);
- Паули Мюррей (en:Pauli Murray) — первая афроамериканская женщина-священник в Епископальной церкви, борец за гражданские и политические права, а также за права женщин.

### Наука и техника
- Милдред Дресселгауз — профессор физики и электронной инженерии в МИТ;
- Арли Петтерс (en:Arlie Petters) — профессор физики, математики и делового администрирования в Университете Дьюка;
- Мина Рис (en:Mina Rees) — математик, первая женщина-президент Американской ассоциации содействия развитию науки (1971);
- Генриетта Аврам (en:Henriette Avram) — программист и системный аналитик;
- Шарлотта Френд (en:Charlotte Friend) — вирусолог, член Национальной академии наук США, открыватель «вируса лейкоза Френда» (Friend Leukemia Virus) и «клеток эритролейкемии Френда» (Friend erythroleukemia cells).
- Патрисия Бат — офтальмолог и изобретатель, первая афроамериканская женщина-врач получившая патент на медицинское изобретение[22].